# Raila Odinga
Raila Amollo Odinga (ur. 7 stycznia 1945 w Maseno) – kenijski polityk, lider Pomarańczowego Ruchu Demokratycznego, były minister i kilkukrotny kandydat w wyborach prezydenckich. W latach 2008–2013 premier Kenii.

## Młodość
Odinga urodził się w 1945 w Maseno w prowincji Nyanza. W 1965 rozpoczął naukę na Uniwersytecie Technicznym w Magdeburgu w ówczesnej NRD. W 1970 otrzymał dyplom inżyniera. 
Po powrocie do Kenii, pracował jako wykładowca na Uniwersytecie w Nairobi. W 1975 został wicedyrektorem Kenijskiego Biura Standaryzacji. Stanowisko to zajmował do 1982.
Odinga jest żonaty, ma czworo dzieci: dwie córki i dwóch synów. Mieszka w Nairobi. 

## Działalność opozycyjna
Raila Odinga był wielokrotnie więziony za swoją działalność opozycyjną przeciw reżimowi prezydenta Daniela Moi. 
W 1982 został zatrzymany w areszcie domowym na 7 miesięcy za podejrzenia o współpracę ze spiskowcami, mającymi dokonać zamachu stanu przeciw Moi. Raila został ostatecznie skazany na 6 lat więzienia bez żadnego procesu.
Na wolność wyszedł w lutym 1988. We wrześniu 1988 został ponownie zatrzymany za zaangażowanie w Kenijskim Ruchu Rewolucyjnym, podziemnej organizacji walczącej o wprowadzenie demokracji w kraju. 
Z więzienia zwolniony został w czerwcu 1989. Ponownie został zatrzymany w lipcu 1990, razem z byłym burmistrzem Nairobi. Ostatecznie więzienie opuścił 21 czerwca 1991, po czym zaraz wyjechał do Norwegii, obawiając się o swoje życie.

## Działalność polityczna

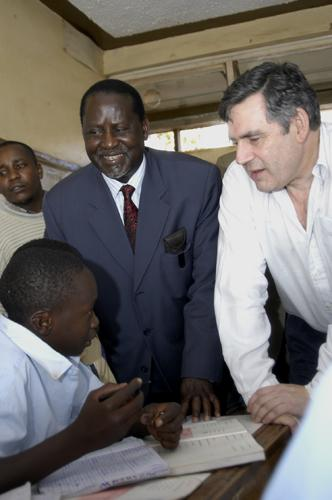
Raila Odinga (z lewej) i Gordon Brown, 2005.

W czasie jego pobytu za granicą, w Kenii powołano Forum Odbudowy Demokracji (FORD, Forum for the Restoration of Democracy). Po swoim powrocie do kraju w lutym 1992, przyłączył się do ruchu. Partia wzięła udział w wyborach parlamentarnych w 1992, a Odinga dostał się z jej list do parlamentu. 
W 1997 wziął udział w wyborach prezydenckich. Zajął w nich trzecie miejsce, po prezydencie Moi oraz Mwaim Kibakim. 
Po wyborach wsparł rząd prezydenta Moi. Objął w nim stanowisko ministra energii. Ponieważ prezydent Moi nie mógł już ubiegać się o reelekcję w wyborach w 2002, należało wybrać innego prezydenckiego kandydata. Moi zdecydował się poprzeć Uhuru Kenyattę, syna pierwszego prezydenta Kenii. Odinga, który liczył na poparcie jego osoby, wraz z kilkoma innymi politykami (m.in. Kalonzo Musyoka), wystąpił z obozu prezydenckiego i uformował Tęczowy Ruch (Rainbow Movement), sprzeciwiając się decyzji Moi.
W wyborach w 2002 partia Odingi i Musyoki sprzymierzyła się z partią Mwai Kibakiego, który wygrał wybory prezydenckie w 2002. Obie partie utworzyły Narodową Tęczową Koalicję (National Rainbow Coalition). 
W rządzie Kibakiego Odindze przypadło ministerstwo dróg, prac publicznych i mieszkalnictwa. W koalicji dwóch partii dochodziło jednak do konfliktów. Największy z nich dotyczył projektu nowej konstytucji. Komisja konstytucyjna opracowała projekt konstytucji znacznie wzmacniający urząd prezydenta i osłabiający rolę władz lokalnych. Raila sprzeciwił się nowemu projektowi. W referendum konstytucyjnym 21 listopada 2005 57% mieszkańców opowiedziało się przeciw zamianie ustawy zasadniczej.
Po przegranym referendum, 23 listopada 2005 prezydent Kibaki zdymisjonował cały rząd. W nowym gabinecie nie znalazł się już Odinga i jego zwolennicy. Po podziałach związanych z referendum, Odinga i Musyoka założyli Pomarańczowy Ruch Demokratyczny (Orange Democratic Movement). Ugrupowanie kontestowało politykę prezydenta Kibakiego. 
W sierpniu 2007 w wyniku konfliktów przed nadchodzącymi wyborami prezydenckimi, ODM rozpadło się na dwie partie: ODM pod przywództwem Raili Odingi oraz ODM-K (Orange Democratic Movement- Kenya) na czele z Kalonzo Musyoką.

## Wybory prezydenckie 2007
1 września 2007 Raila Odinga został oficjalnie wybrany kandydatem prezydenckim ODM w wyborach 27 grudnia 2007. 6 października 2007 oficjalnie rozpoczął swoją kampanię wyborczą w Uhuru Park w Nairobi, dokąd według szacunków policji przybyło 450 tysięcy osób.
Według oficjalnych wyników, wybory prezydenckie 27 grudnia 2007 wygrał Mwai Kibaki uzyskując 47% głosów. Odinga zajął drugie miejsce z wynikiem 44% głosów. Jego rezultat był gorszy o 232 tysiące głosów. Opozycja oskarżyła prezydenta Kibakiego o przemoc, zastraszanie i fałszerstwa wyborcze i nie uznała wyników głosowania. Również według europejskich i amerykańskich obserwatorów wybory nie spełniły standardów demokratycznych i nie były wiarygodne.
30 grudnia 2007 zaraz po ogłoszeniu oficjalnych wyników, Kibaki został zaprzysiężony na drugą kadencję. Oficjalny rezultat głosowania wywołał w Kenii masowe zamieszki i przemoc w wyniku których zginęło ok. 1,3-1,5 tys. osób, a 600 tysięcy zostało zmuszonych do opuszczenia swoich domostw.
Mediacji w konflikcie podjęli się politycy z USA i UE oraz laureat pokojowej Nagrody Nobla arcybiskup Desmond Tutu z RPA. 5 stycznia 2008 Kibaki wyraził możliwość powołania rządu jedności narodowej, jednak Odinga zaapelował do Kibakiego o rezygnację z urzędu i rozpisanie nowych wyborów.
W dniach 9-10 stycznia 2008 mediacji podjął się prezydent Ghany i jednocześnie przewodniczący Unii Afrykańskiej, John Kufuor. W styczniu do Kenii przybył również były sekretarz generalny ONZ Kofi Annan. 24 stycznia 2008 doszło do pierwszego spotkania Odingi i Kibakiego w obecności Annana. W wyniku negocjacji prowadzonych przez Annana, 28 lutego 2008 Odinga i Kibaki podpisali porozumienie, nazwane Aktem Zgody Narodowej i Pojednania. Porozumienie przewidywało podział władzy między dwie strony. Odinga miał objąć nowo utworzone stanowisko premiera, a teki ministerialne w nowym rządzie miały być rozdzielone po równo. Wicepremierami mieli zostać politycy z obu partii.

## Premier

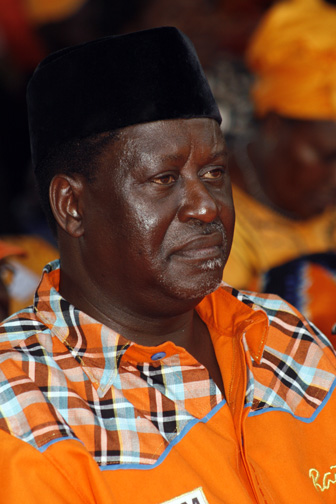
Raila Odinga w pomarańczowym odzieniu w czasie kampanii wyborczej, 2007.

W wyniku dalszych rozmów, kilkakrotnie zrywanych, 13 kwietnia 2008 prezydent Mwai Kibaki mianował Railę Odingę szefem rządu. 17 kwietnia 2008 Odinga został oficjalnie zaprzysiężony.
W 2013 Odinga po raz trzeci wziął udział w wyborach prezydenckich. W wyniku porozumienia politycznego jego kandydaturę poparł Kalonzo Musyoka, który został u jego boku kandydatem na urząd wiceprezydenta. Jego głównym rywalem był wicepremier Uhuru Kenyatta. Głosowanie zorganizowane 4 marca 2013, które w odróżnieniu od poprzednich wyborów, przebiegło w pokojowej atmosferze, zakończyło się zwycięstwem Kenyatty już w pierwszej turze. Według oficjalnych wyników podanych do publicznej wiadomości 9 marca 2013, z kilkudniowym opóźnieniem z powodu awarii elektronicznego systemu zliczania głosów i konieczności ręcznego liczenia, uzyskał on 50,07% głosów poparcia, podczas gdy premier Odinga 43,31% głosów. Odinga zakwestionował wyniki głosowania, wysuwając zarzut masowych fałszerstw oraz zapowiadając złożenie skargi do Sądu Najwyższego.